# Penelope bridgesi
La pava de Bridge (Penelope bridgesi), también llamada pava de monte común de la yunga, es un taxón de la familia de los crácidos y de ubicación taxonómica ambivalente, ya que tradicionalmente se la consideró una subespecie de la especie Penelope obscura, aunque se ha propuesto que sea elevada al nivel de especie plena. Habita en bosques húmedos y selvas en zonas montañosas del centro-oeste de América del Sur.   

## Taxonomía
Descripción original
En el año 1860 Penelope bridgesi fue descrita originalmente como una especie plena, por el zoólogo inglés George Robert Gray, con el mismo nombre científico.
Holotipo
El holotipo designado es el catalogado como: BMNH 1846.9.9.42, siendo un espécimen de sexo indeterminado capturado en Bolivia. Se encuentra depositado en el Museo de Historia Natural, de Londres.
Etimología
Etimológicamente, el término genérico Penelope viene de la misma palabra del idioma griego con la cual Plinio el Viejo identificó a un tipo de ave.
El epíteto específico bridgesi es un epónimo que refiere al apellido de la persona a quien fue dedicada, el colector de aves Thomas Bridges, un miembro correspondiente de la Sociedad Zoológica de Londres, quien a mediados del siglo XIX coleccionó en distintas partes del continente americano, entre ellas en Bolivia, de donde obtuvo el ejemplar tipo de esta pava.
Historia taxonómica
Este taxón fue descrito como especie plena, sin embargo, en el año 1893, W. R. Ogilvie-Grant lo incluyó en Penelope obscura, luego de revisar solo 7 especímenes (4 de Brasil, 1 de Paraguay, 1 de Uruguay y el holotipo de Bolivia), excluyendo de su análisis los caracteres diagnosticables de Penelope bridgesi citados por Gray en su descripción. Algo similar ocurrió en el año 1909, cuando E. Hartert y S. Venturi la consideraron como una subespecie de P. obscura.
Posteriormente, durante más de un siglo fue considerado solo una subespecie de la especie Penelope obscura (es decir: Penelope obscura bridgesi), junto con la subespecie típica (Penelope o. obscura (Temminck, 1815)) y una tercera, P. o. bronzina Hellmayr, 1914, la que se sumó en el año 1914.
En el año 2016, J. del Hoyo y G. M. Kirwan indicaron que en razón de las diferencias en la coloración del plumaje que se presenta en las razas del complejo Penelope obscura, podría corresponderle al mismo más de una especie.
En el año 2018 se publicó un trabajo efectuado por Oscar Diego Evangelista-Vargas y Luis Fábio Silveira, en el cual se estudió las supuestas subespecies del complejo Penelope obscura mediante la revisión de lotes de pieles de ejemplares preservados en distintas colecciones ornitológicas junto con el análisis de cientos de fotografías de ejemplares silvestres. La conclusión a la que arribaron es sinonimizar en Penelope obscura a P. o. bronzina, dado que la coloración del plumaje de esta pava es extremadamente variable, junto a que carece de caracteres morfológicos y morfométricos que permitan apoyar su tratamiento como un taxón válido. Por el contrario, el taxón alopátrico y occidental, conocido como P. o. bridgesi, sí era posible distinguirlo de las poblaciones orientales de Penelope obscura, por lo que concluyeron en que debe ser elevado al nivel de especie plena.

## Características diagnósticas
Penelope bridgesi tiene una longitud de 68 cm. Puede ser distinguida de los restantes miembros del género Penelope por tener una coloración marrón castaño oliva sin tinte verdoso. 
De Penelope obscura se reconoce por presentar una coloración general marrón más claro; lo inferior ligeramente más pálido que el dorso, ambos de color pardo uniforme con muy poco estriado blanco; las coberteras alares en cambio exhiben márgenes blancos anchos y contrastantes; la cabeza y la parte posterior del cuello negro contrastan con el marrón del dorso.

## Historia natural
Hábitos y alimentación
Viven en parejas o pequeños grupos, estando mayormente activas al amanecer y al atardecer. Emiten reclamos cortos, así como potentes gritos, audibles a gran distancia. Se alimenta tanto en los árboles como en el suelo. Su dieta consiste en anfibios, invertebrados, brotes, hojas, flores, semillas y frutos, contribuyendo de esta manera a dispersar varias especies de plantas por zoocoria.
Reproducción
No posee dimorfismo sexual. El cortejo incluye vuelos de despliegue en los cuales emiten sonidos metálicos con sus alas. Nidifica sobre los árboles; ambos miembros construyen una plataforma de ramas secas en áreas donde su nido pueda quedar a cubierto bajo densos ramajes o cortinas de enredaderas. La hembra es la encargada de incubar; la postura es de 2 a 4 huevos, blanco-cremosos, sin machas. Los pichones son nidífugos y nacen en eclosión sincrónica.

## Distribución y hábitat
Penelope bridgesi se distribuye en cadenas montañosas correspondientes a la vertiente oriental de la cordillera de los Andes en el centro-oeste de América del Sur, desde el centro y sur de Bolivia —en los departamentos de Cochabamba, Santa Cruz, Chuquisaca y Tarija— hasta el noroeste de la Argentina —en las provincias de: Jujuy, Salta, Tucumán y Catamarca—. Los bosques del chaco occidental separan alopátricamente sus poblaciones de las de Penelope obscura, la que se distribuye en la Argentina en el oriente de Formosa y Chaco, el nordeste de Santa Fe, Misiones, Corrientes, Entre Ríos y nordeste de Buenos Aires; también esta última pava está presente en el este de Paraguay, Uruguay y en el sur y sudeste de Brasil.
Habita en bosques húmedos y selvas en zonas montañosas adscriptos a la provincia fitogeográfica de las yungas, penetrando tenuemente hacia el este por las galerías boscosas húmedas que disectan el chaco semiárido.

## Estado de conservación
Si bien aún es común y mantiene poblaciones en todo su rango de distribución, este taxón ha sufrido una histórica persecución como tradicional pieza de caza, dado su buen tamaño y estimada carne. También ha sufrido por la destrucción de su hábitat, especialmente en las zonas del pedemonte, las que fueron reconvertidas a cultivos de soja, caña de azúcar, banano, limoneros y otros frutales.